# Florence Steurer
Florence Steurer (n. 1 noiembrie 1949, Lyon, Rhône⁠(d), Franța) este o schioare alpină ce a reprezentat Franța, medaliată olimpică. A participat la 2 ediții ale Jocurilor Olimpice (1968, 1972) în care a câștigat o medalie de bronz.